# Minaxolone
Il Minaxolone è una molecola neurosteroidea idrosolubile che in passato fu sperimentata come anestetico generale.